# Propriété littéraire et artistique
La propriété littéraire et artistique (PLA) est l'une des deux branches de la propriété intellectuelle. 
En France, elle se subdivise en droit d'auteur, en droits voisins du droit d'auteur et en droits sui generis sur les bases de données. Les textes règlementant ce domaine du droit se trouvent principalement dans le Code de la propriété intellectuelle.
Les dessins et modèles, au caractère hybride, bénéficient d'un cumul de protection entre la PLA et la propriété industrielle.

## Conventions internationales régissant la propriété littéraire et artistique

Signataires de la convention de Berne (en bleu).

La Déclaration universelle des droits de l’homme énonce que toute personne a droit à la protection des intérêts moraux et matériels découlant de toute production scientifique, littéraire ou artistique dont elle est l’auteur (article 27).
Les conventions internationales sur le droit d’auteur garantissent que, dans chacun des pays qui en sont signataires, les auteurs étrangers bénéficient des mêmes droits que les auteurs nationaux. Elles prévoient des règles communes et certains standards minimums, concernant notamment l’étendue et la durée de protection.
La quasi-totalité des États est signataire d'au moins l’une des principales conventions internationales relatives au droit d’auteur.
La Convention de Berne du 9 septembre 1886, signée par 168 pays, instaure une protection des œuvres publiées comme non publiées, sans formalité d'enregistrement, mais les États peuvent exiger qu'elles fassent l’objet d'une fixation matérielle,. La Convention prévoit la reconnaissance du droit moral par les États signataires, et impose une durée de protection minimale de cinquante ans post mortem. Lors de leur adhésion, les États-Unis ont cependant formulé une réserve leur permettant de ne pas appliquer le droit moral.

Symbole du copyright et du droit d'auteur

La Convention universelle sur le droit d’auteur, adoptée en 1952, introduit le signe ©. Ce symbole, accompagné du nom du titulaire du droit d’auteur ou du copyright et de l’année de première publication de l’œuvre, garantit une protection dans tous les pays ayant adhéré à la Convention, y compris ceux prévoyant des formalités d’enregistrement. Cette convention a été adoptée pour permettre une protection des œuvres dans les pays qui ne souhaitaient pas adhérer à la Convention de Berne, notamment les États-Unis et l’URSS. En effet, à la différence de la Convention de Berne, la Convention universelle sur le droit d'auteur n'impose pas aux pays signataires de garantir le droit moral. Depuis l’adhésion de la majorité des États à la Convention de Berne, la Convention universelle a perdu de son importance, et le principe de l’enregistrement obligatoire a en général été abandonné. Toutefois, le signe © reste largement utilisé à titre informatif, pour indiquer qu’une œuvre fait l’objet d’une protection juridique.
L'Accord sur les aspects des droits de propriété intellectuelle qui touchent au commerce, ou ADPIC, constitue un texte annexé à l’Accord instituant l’Organisation mondiale du commerce, signé en 1994. Les ADPIC prévoient notamment des mesures de contrôle aux frontières pour lutter contre la contrefaçon.
Le traité de l’Organisation mondiale de la propriété intellectuelle sur le droit d’auteur, signé en 1996, reconnaît la protection des programmes d'ordinateur et des bases de données par le droit d'auteur. Ce traité reprend en grande partie les dispositions de la Convention de Berne, et les adaptent à l’univers numérique.
Du fait de l’harmonisation opérée par les conventions internationales, la plupart des États garantissent des droits patrimoniaux et un droit moral à l’auteur sur ses œuvres de l’esprit originales. Des différences subsistent toutefois entre les pays de droit civil et les pays de common law (Australie, Canada, États-Unis, Nouvelle-Zélande et Royaume-Uni principalement).

## Le droit d'auteur
Le droit d’auteur est l’ensemble des prérogatives exclusives dont dispose un créateur sur son œuvre de l’esprit originale. Il se compose d'un droit moral et de droits patrimoniaux.
Les droits patrimoniaux permettent à l'auteur d'être rémunéré pour chaque utilisation de son œuvre. Ils ne sont accordés que pour une durée limitée qui varie selon les pays et la nature de l'œuvre. À l’issue de la durée de protection, l'œuvre entre dans le domaine public, et peut être librement utilisée par tous. Le droit d'auteur donne le choix exclusif des modalités de publications, reproduction, adaptation et traduction de ses œuvres pour un temps donné. Fondamentalement, son rôle est en effet de permettre à l'auteur d'obtenir une rémunération pour son travail en le protégeant de la copie non autorisée de ses œuvres, notamment du piratage[C'est-à-dire ?].
Les droits moraux sont essentiellement liés à la personnalité de l'auteur et regroupent le droit de revendiquer la paternité de l'œuvre, le droit de décider du moment et des modalités de sa publication (droit de divulgation), le droit de s'opposer à toute déformation ou mutilation de l'œuvre (droit au respect de l'œuvre), le droit de s'opposer à toute utilisation pouvant porter atteinte à la réputation ou à l'honneur de l'auteur. En droit français, ils comportent également le « droit de retrait et de repentir », c'est-à-dire qu'un auteur a le droit de demander que son œuvre soit retirée de la circulation en échange d'une compensation des personnes engagées dans sa distribution, qui jouissent par ailleurs d'un droit de priorité en cas de remise en circulation de ladite œuvre.
Contrairement aux droits patrimoniaux, ces droits moraux sont inaliénables, perpétuels et imprescriptibles : un auteur ne peut pas les céder (mais ils sont transmis par héritage car perpétuels), ils n'expirent pas et il est impossible d'y renoncer.

## Lecopyright
Les pays de common law appliquent le droit du copyright, concept équivalent au droit d'auteur. Le copyright s’attache plus à la protection des droits patrimoniaux qu’à celle du droit moral. Toutefois, depuis l’adoption de la Convention de Berne, le droit d’auteur et le copyright sont en partie harmonisés, et l’enregistrement de l’œuvre auprès d’un organisme agréé n’est en général plus nécessaire pour bénéficier d'une protection juridique.
Comme le droit d'auteur, le copyright ne protège pas les simples idées. Son champ est généralement plus large que celui du droit d'auteur, car le copyright protège davantage l’investissement que le caractère créatif. Une seconde différence réside dans l’exigence de fixation matérielle des œuvres, sur un dessin, une partition musicale, une vidéo, un fichier informatique, ou tout autre support. Par exemple, les discours et les chorégraphies ne sont pas protégés par le copyright tant qu’ils n’ont pas été transcrits ou enregistrés sur un support. Sous réserve de cette fixation, la protection du copyright s'applique automatiquement aux œuvres publiées comme non publiées. Un enregistrement volontaire des œuvres auprès d’une administration peut être nécessaire pour apporter la preuve de ses droits devant les tribunaux. 
Le titulaire du copyright peut être l’auteur, le producteur, ou l’éditeur de l’œuvre. Si l’œuvre a été créée par un employé dans le cadre de ses fonctions, l’employeur est seul titulaire du copyright. L’auteur n’a donc pas droit à une rémunération spécifique, en plus de son salaire. Il en est de même pour les œuvres de commande (works made for hire), qui appartiennent au commanditaire et non à l’auteur.